# THE パーティーゲーム (Wii)
『THE パーティーゲーム』（ザ・パーティーゲーム）は、ディースリー・パブリッシャーが2008年に発売したWii向けパーティーゲーム。SIMPLE2000シリーズWii第2作目で開発はタムソフト。

## 内容
PS2向けに発売された「THE パーティーゲーム2」と同様、複数のミニゲームを1～4人まで楽しむことの出来るソフト。キャラクターは全12種類おり、その中から自由に選ぶことが出来る(内3種類は隠しキャラ)。5つのエリアが存在し、そのエリアの雰囲気に準じたミニゲームが計6個ずつ収録されている(6個目はいずれも隠しミニゲーム)。また、5つのエリアの内2つは隠しエリアであり、チャレンジモードでいずれかのエリアをクリアしなければ出現しない。
全てのミニゲームは4人対戦が可能な上ハイスコアが残るので、幅広く楽しめるようになっている。
なお、英語圏など海外では、本作のミニゲームを改良収録し、新作ミニゲーム、新キャラクターを登場させた続編、同じく本作のキャラを扱ったウィンタースポーツ編の2作が存在するが、日本で発売されているのは本作のみであるため、事実上国内での本作の続編はWii Uソフトの「THE ファミリーパーティー」である。

## キャラクター
今作でのキャラの名前はあくまでニックネームであり、プレイヤーがデータ作成の際に名前を打ち込むとその名前になる。また、キャラクターは色違いの物を選択することもでき、性能には違いは無い。データは全部で6つ作成できる。
げんき
黄色と水色の縞模様の半袖シャツ、薄緑色の半ズボンを着用した小学校中学年ぐらいの男の子。説明書やパッケージデザインなどで最もこのゲームの主人公的扱いを受けている。Wiiチャンネルを選択したときにも、彼が「始まるよー」と言う。
のどか
ツインテールヘアーにピンクのリボン、花柄のついた白い半袖シャツとピンクのスカートを着用した小学校低学年ぐらいの女の子。
けんじ
青い服と茶色のズボン、眼鏡とネクタイを着用した男性。
ももこ
黄色と茶色の縞模様の服に赤いスカート、赤と白の縞模様の家庭用エプロンと、素足に赤い家庭用スリッパを着用した女性。
よしお
白髪の老人男性。上部分ははげている。
とみこ
眼鏡をかけた白髪頭の老人女性。足は素足に草鞋履き。優しそうに微笑んだ顔をしている。
ゆうき
男子高校生。茶髪の髪を立てている。
さくら
女子高校生。名前の通り、さくらの花を模したアクセサリーを右手首とスカートのポケットに身に着けている。ゆうきが冬服であるのに対しこちらは夏服。
ボブ
アフロヘアのアメリカ人男性。黒人。隠しキャラで、最後に使用可能になる。サングラスを掛けていて常に英語を喋る。
サブリナ
肌の露出度の多い衣装にブーツを履いた、カウガールのようなアメリカ人女性。白人。
たろう
二足歩行の雄犬。茶色の体で、部分的に焦げ茶色。語尾に「ワン」と付ける。隠しキャラ。
ななこ
二足歩行の雌猫。オレンジの体。語尾に「ニャン」と付ける。隠しキャラで、最初に使用可能になる。

## 収録ゲーム
ゲームのテーマごとにエリアが5つに分かれている。
アスレチックエリア
THE 15段跳び
THE バランスブリッジ
THE ジャンプハング
THE 壁
THE 樽乗り
THE ポールクライム
キャッスルエリア
THE 海峡（THE 砲撃ブリッジ）
THE ダブルフラッグ
THE 座布団
THE フライキャッチ
THE 空中ブランコ
THE リフティング
マッスルエリア
THE 跳び箱
THE 樽投げ
THE インナークロック
THE 障害物競走
THE 丸太切り
THE 皿回し
シューティングエリア
THE 弓矢
THE ハントアタック（THE ハントゲーム）
THE ライト
THE UFO襲来
THE マンホール
THE 穴
バラエティーエリア
THE ドットイメージ
THE サバイバルロープ
THE 花火ボール
THE ハンドベル
文部省唱歌「ふるさと」が使われている。
THE 回転迷路
THE 野鳥の会（THE 野鳥の友）